# الشحيمية (مدينة)
الشحيمية  هي إحدى النواحي العراقية في محافظة واسط تابعة لقضاء الصويرة وتقع إلى الجنوب الغربي لقضاء الصويرة وتبعد حوالي 50 كم وفيها الأراضي الزراعية الشاسعة لزراعة القمح. وانشأ مشروع الشحيمية لاستصلاح الأراضي المالحة في زمن الرئيس العراقي الراحل (أحمد حسن البكر). وتعد سنوياً أولى المدن العراقية في إنتاج محصول القمح.